# Horst (Comic)
Horst ist eine deutsche Comicreihe von Robi (Text) und Geier (Zeichnungen). Sie erscheint seit dem Jahr 2000 im Verlag Schwarzer Turm, zunächst in Schwarzweiß, ab der Nummer 13 in Farbe.
Die Hauptrolle in der Serie spielt Horst Bruckner, ein „freischaffender Künstler“, der sich schon als Autor, Regisseur und Moderator verdingt hat und sein Geld mit Vorliebe für Bordellbesuche und sogenannte „weiche Drogen“ ausgibt. Er ist einerseits sexsüchtig, andererseits will er keine Beziehung führen.
Die Figuren in Horst sind anthropomorphe Tiere. Horst etwa ist ein Rammler. Sein bester Freund ist ein Nilpferd; für die Darstellung von Horsts Arbeitskollegen, seinen Bekannten und der Prostituierten nutzen die Künstler die ganze Palette des Tierreiches. Alle Geschichten beruhen nach Aussage des Autors auf wahren Begebenheiten aus dessen Bekanntenkreis.
Die Serie, die laut Eckart Sackmann „nicht das zeichnerische Niveau“ erreiche, „dessen der Zeichner fähig“ sei, wurde im Jahr 2001 durch den Interessenverband Comic (ICOM) mit dem ICOM-Preis in der Kategorie Funny ausgezeichnet.